# Sharptown
Sharptown – miasto w Stanach Zjednoczonych, w stanie Maryland, w hrabstwie Wicomico.